# 9145 Shustov
9145 Shustov (1976 GG3) là một tiểu hành tinh vành đai chính được phát hiện ngày 1 tháng 4 năm 1976 bởi N. S. Chernykh ở Đài vật lý thiên văn Crimean.